# رقصات السلام العالمي

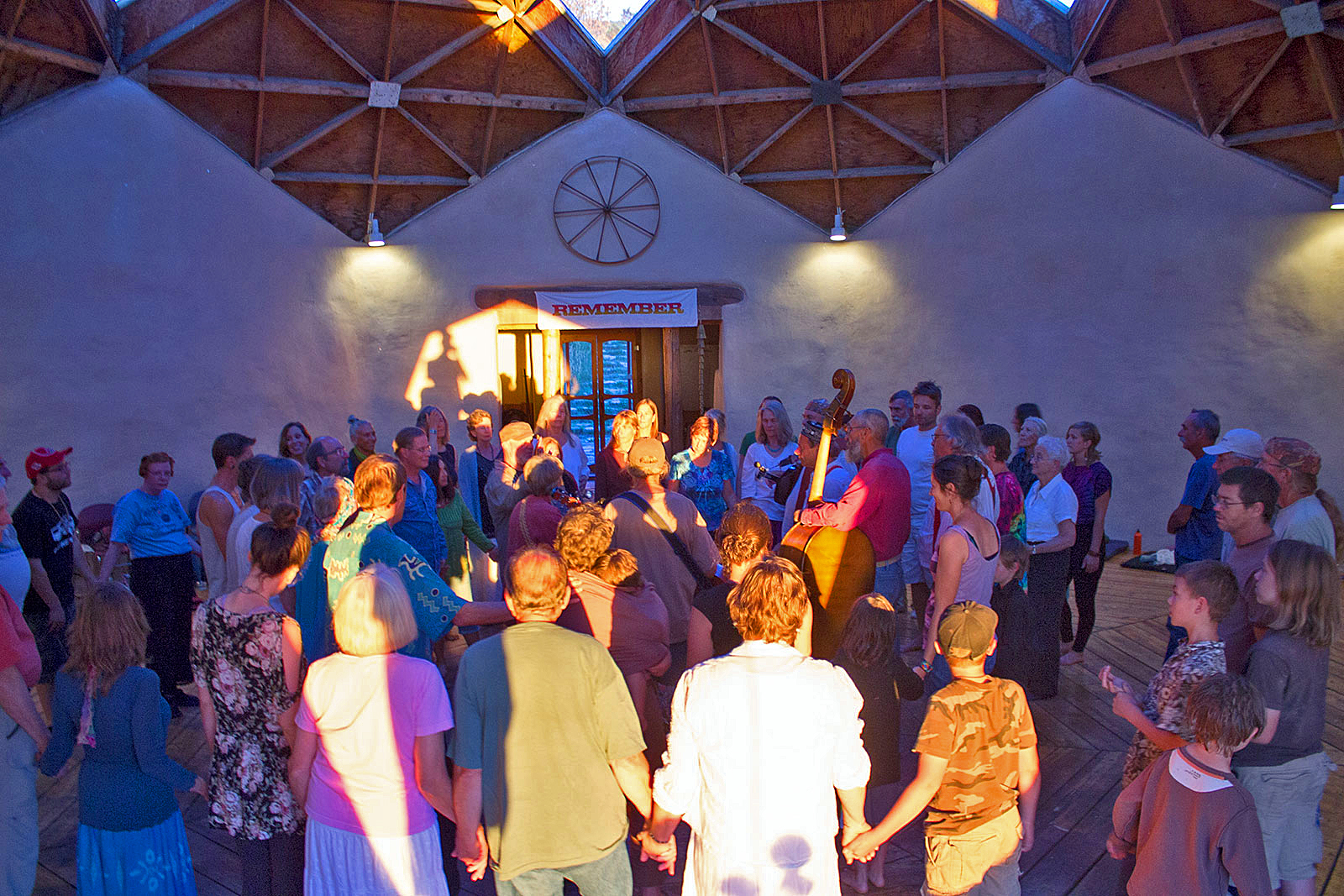
جلسة "رقصات السلام العالمي" مع مدرس الرقص والموسيقيين المرافقين في المركز والراقصين من جميع الأعمار والقدرات في دوائر حولهم.

رقصات السلام العالمي (تُختصر لـDUP) هي ممارسة روحية تستخدم الغناء والرقص للعبارات المقدسة للأديان العالمية. إن هدفهم هو رفع الوعي وتعزيز السلام بين الديانات المختلفة وفقًا لهدف واحد معلن. الحزب الديمقراطي الاتحادي هو من أصل صوفي من أمريكا الشمالية. وهم يجمعون بين الترانيم من العديد من الديانات العالمية مع الرقص والدوران ومجموعة متنوعة من الحركات مع الغناء.

## الكيفية
يقف ما بين خمسة إلى خمسمائة راقص في دائرة، غالبًا حول قائد وموسيقيين يحملون آلات صوتية في المنتصف. جميع الرقصات تشاركية والمشاهدة غير محبذة إلى حد ما لأن الفرح هو الهدف، على عكس الأداء الفني لخطوات أو أشكال رقص محددة. يتم تيسير الرقصات من قائد الرقص الذي يعزف في كثير من الأحيان على الطبلة أو الجيتار أو الفلوت أو أي آلة وترية أخرى. بالنسبة لكلمات الأغاني والرقصات، تستعير الأشعار الملهمة والاقتباسات والأناشيد التي تُغنى أثناء أداء الرقص. غالبًا ما تكون الترانيم عبارة عن عبارات مقدسة تُؤلف على أنغام تقليدية أو معاصرة أو مرتجلة في بعض الأحيان. تُستخدَم مجموعة واسعة من اللغات بشكل متعمد بما في ذلك العربية والآرامية والإنجليزية والهاوائية والعبرية والفارسية والسنسكريتية. يستخدم منظمو الرقص ممارسات دينية متنوعة، وأغاني، ولغات لإظهار كيف تعيش الفرحة في قلب كل دين. يميل قادة الرقص إلى الاعتقاد بأن السلام يمكن تعزيزه من خلال تجربة نفس الفرحة من خلال خطوات الرقص المتنوعة والهتافات واللغات.
تركز مجموعة رقصات السلام العالمي (DUP) على المشاركة بغض النظر عن القدرة حيث إن رقصاتهم لا تُقدم أمام جمهور تقريبًا. يتمكن الراقصون من جميع المستويات، بما في ذلك الأطفال، من المتابعة والرقص معًا. تُدرَّس كل رقصة من جديد في كل تجمع. تعتبر الرقصات والرقص من هذا النوع بمثابة فرصة لتطوير الوعي الروحي للمشاركين، وتنسيق اليد والعين والجسم، والكفاءة في الانسجام مع الآخرين من خلال الرقص. تُصمم العديد من الرقصات باستخدام الحركات والخطوات والإيماءات التي تشجع الراقصين على استكشاف المعاني الروحية العميقة للرقصة.

## التاريخ
صاغ لأول مرة صموئيل إل لويس (الصوفي أحمد مراد شيستي) رقصات السلام العالمي. أقيمت أول رقصة في 16 آذار 1968 في سان فرانسيسكو، كاليفورنيا. تأثرت الرقصات الأصلية بشكل كبير بالعلاقات الروحية لدى صمويل لويس وروث سانت دينيس، رائدة الرقص الحديث، وحضرة إنايت خان، أستاذ الصوفية. إن تأثير ممارسات الصوفية مثل السماع والدراويش الدوامة على الرقصات واضح، على الرغم من أن صموئيل لويس كان أيضًا أستاذًا في مدرسة رنزي [الإنجليزية] واستفاد من تعاليم التقاليد الدينية والروحية المختلفة.
كانت الرقصات تُؤدى في الأصل في المعسكرات والاجتماعات بطابع عصر جديد وبديل مميز، ولكنها أصبحت تُعرض بشكل متزايد في أماكن عبادة متنوعة وأماكن أكثر علمانية مثل المدارس والكليات والسجون ودور الرعاية والمنازل السكنية للأشخاص ذوي الاحتياجات الخاصة ومراكز الصحة الشاملة. وقد تم استكشاف الاستخدامات العلاجية للرقصات وكذلك التأملات المشي التي طورها صامويل لويس في أماكن مختلفة أيضًا. تطورت الرقصات إلى حركة عالمية بفضل عمل الشبكة الدولية لرقصات السلام العالمي التي أسسها في عام 1982 نيل دوغلاس كلوتز وتسنيم فرنانديز، اللذان كانا في ذلك الوقت مدرسين في المنظمة الروحانية الصوفية [الإنجليزية] ومنظمة عنايات [الإنجليزية]على التوالي. لقد استمر كلاهما في أن يكونا من أبرز رواد الرقصات، وقد دخل إنشاء دوغلاس كلوتز للرقصات باستخدام الكلمات الآرامية للدعاء إلى يسوف إلى العديد من الدوائر الدينية البديلة والسائدة. تضم الشبكة أعضاء في 28 دولة.

## روابط خارجية
- رقصات السلام العالمي الدولية[وصلة مكسورة]